# Высшая школа менеджмента Санкт-Петербургского государственного университета
Высшая школа менеджмента Санкт-Петербургского государственного университета (ВШМ СПбГУ) — российская бизнес-школа, созданная на базе Санкт-Петербургского государственного университета в 1993 году. Бизнес-школа устойчиво входит в число лучших бизнес-школ Европы, является центром научных исследований и обучения в области менеджмента.
ВШМ СПбГУ — первая и единственная бизнес-школа в России, которая получила Triple accredetation международных аккредитаций.

## История
В 1993 году в СПбГУ был открыт факультет менеджмента — первая бизнес-школа в России, являющаяся университетским факультетом. Первоначально на факультете обучалось 33 студента-бакалавра, а в штате числилось четыре преподавателя. Первым деканом бизнес-школы был профессор Ю. В. Пашкус — известный российский ученый в области финансового менеджмента.
В 2007 году по распоряжению Правительства Российской Федерации было утверждено финансирование мероприятий по созданию Высшей школы менеджмента СПбГУ осуществить в пределах ассигнований в размере 500 млн рублей, предусмотренных Рособразованию в федеральном бюджете на 2006 год по подразделу «Высшее профессиональное образование» раздела «Образование» функциональной классификации расходов бюджетов Российской Федерации, в результате чего на базе факультета менеджмента была создана Высшая школа менеджмента. Бизнес-школа была создана в рамках национального проекта «Образование» как одна из двух бизнес-школ. Второй бизнес-школой, указанной в программе, является «Сколково». В состав Бизнес-школы включили и дублирующие структурные подразделения — Специальный факультет переподготовки кадров по менеджменту и НИИ менеджмента. В 1996 году деканом ВШМ был назначен В. С. Катькало. Под его руководством ВШМ СПбГУ получила международные аккредитации EQUIS и AMBA, стала единственным представителем России в глобальных альянсах ведущих бизнес-школ CEMS и PIM. В 2010 году В. С. Катькало покинул этот пост и занял должность проректора по направлениям «геология» и «менеджмент», обязанности декана были временно возложены на С. П. Куща. В 2012 году деканом ВШМ был избран председатель правления банка ВТБ А. Л. Костин, а в 2014 году, когда факультет получил статус института, он был назначен его директором. В 2019 году А. Л. Костина на посту директора сменила заместитель президента — председателя правления банка ВТБ О. К. Дергунова.
С 2013 года ВШМ СПбГУ входит в рейтинг деловой газеты Financial Times (рейтинг программ Master in Management и рейтинг бизнес-школ Европы). С 2015 года бакалавры ВШМ СПбГУ обучаются в кампусе «Михайловская дача». Первый камень был заложен президентом России В. В. Путиным ещё в 2006 году.
В 2021 году ВШМ СПбГУ получила аккредитацию AACSB и стала обладательницей Triple accredetation.

## Кампусы
У Высшей школы менеджмента СПбГУ два кампуса — в Волховском переулке, где учатся магистранты, аспиранты и слушатели программ Executive Education, и «Михайловская дача» (Санкт-Петербургское шоссе, д. 109), где в основном учатся бакалавры. «Михайловская дача» — исторический памятник, усадьба середины XIX века, она служила резиденцией Великому князю Михаилу Николаевичу Романову (1850—1917 гг.) и его семье.
Летом 2021 в кампусе «Михайловская дача» были открыты гибридные аудитории (объединяют цифровую и очную среды обучения), и студенческие общежития в девяти корпусах на 600 мест. Кроме жилых комнат, в корпусах есть коворкинги, а также жилые блоки для маломобильных групп населения, спроектированные с учётом всех современных стандартов и требований.

## Программы
В ВШМ СПбГУ существуют следующие программы образования:
- бакалавриат[11],
- магистратура[12],
- аспирантура[13],
- Executive MBA[14],
- Executive Education[15].

## Структура
В ВШМ СПбГУ входят восемь кафедр:
- Кафедра государственного и муниципального управления
- Кафедра информационных технологий в менеджменте
- Кафедра маркетинга
- Кафедра операционного менеджмента
- Кафедра организационного поведения и управления персоналом
- Кафедра стратегического и международного менеджмента
- Кафедра финансов и учёта
- Кафедра делового иностранного языка

Кроме того, в Бизнес-школе действуют международные научно-исследовательские центры:
- Центр государственно-частного партнерства
- Центр корпоративной социальной ответственности
- Центр предпринимательства
- Центр стратегического маркетинга и инноваций
- Центр российских многонациональных компаний и глобального бизнеса

## Международные рейтинги и аккредитации
Первую международную аккредитацию ВШМ СПбГУ получила в 2008 году. Программа Бизнес-школы Еxecutive MBA подтвердила свое соответствие международным стандартам AMBA. В этом же году программы бакалавриата ВШМ СПбГУ первыми в России получают аккредитацию EPAS. В 2012 году петербургская Бизнес-школа получает аккредитацию EQUIS, а в 2013 — ACCA. В 2021 году ВШМ СПбГУ получила аккредитацию AASCB и стала единственным обладателем «Тройной короны».
На данный момент ВШМ СПбГУ является членом международных организаций:
- Международной Ассоциация по развитию университетских школ бизнеса (Association to Advance Collegiate Schools of Business — AACSB)
- Международной Ассоциации MBA (Association of MBAs — AMBA)
- Academy of Business in Society (ABIS)
- Сообщества европейских школ менеджмента (Community of European Management Schools — CEMS)
- Европейского фонда развития менеджмента (European Foundation for Management Development — EFMD)
- Глобальной инициативы ответственного лидерства (Global Responsible Leadership Initiative — GRLI)
- Партнерства в области международного менеджмента (Partnership in International Management — PIM)
- Совета по приему в высшие школы менеджмента (Graduate Management Admission Council — GMAC)
- Международного сообщества ведущих бизнес-школ (Global Business School Network — GBSN)

С 2013 года ВШМ СПбГУ и программы Школы входят в мировые рейтинги бизнес-образования. 
|                                                    | 2013 | 2014 | 2015 | 2016 | 2017 | 2018 | 2019 | 2020 | 2021    | 2022    |
| -------------------------------------------------- | ---- | ---- | ---- | ---- | ---- | ---- | ---- | ---- | ------- | ------- |
| Financial Times Masters in Management              | 65   | 56   | 46   | 39   | 23   | 23   | 27   | 41   | 25      | 21      |
| Financial Times European Business Schools          | -    | -    | -    | 64   | 57   | 52   | 59   | 51   | 57      | 44      |
| Financial Times Executive MBA Ranking 2020         | -    | -    | -    | -    | -    | -    | -    | 93   | -       | 79      |
| Which MBA? The Economist Masters in Management     | -    | -    | -    | -    | 37   | -    | 38   | -    | 39      | 39      |
| QS World University Rankings Masters in Management | -    | -    | -    | -    | -    | 83   | 97   | 94   | 111-120 | 111-120 |
| QS World University Rankings Masters in Finance    | -    | -    | -    | -    | -    | 69   | 101+ | 101+ | 121-130 | 121-130 |
| Народный рейтинг российских бизнес школ MBA.SU     | 1    | 1    | 1    | 1    | 2    | 1    | 2    | 2    | 1       | 1       |
| QS World University Ranking Business Analytics     | -    | -    | -    | -    | -    | -    | -    | -    | 71-80   | 71-80   |

## Научные конференции
В ВШМ СПбГУ регулярно проводятся престижные международные научные конференции (в том числе с участием лауреатов Нобелевской премии по экономике Дж. Нэша, Р. Ауманна, Р. Зельтена, Р. Майерсон), издаются ведущие научные журналы — «Российский журнал менеджмента» и «Вестник СПбГУ. Серия „Менеджмент“». Среди регулярных — конференции по проблемам реформирования общественного сектора, (Public Sector Transition), «Теории игр» (Game Theory and Management), конференция «Развивающиеся рынки», «Пашкусовские чтения».

## Международные связи
На январь 2022-го у ВШМ СПбГУ 89 международных академических партнеров. Все они принимают студентов петербургской Бизнес-школы по обмену.
Среди них:
- Высшая коммерческая школа Парижа
- Лондонская школа экономики и политических наук
- Университет Санкт-Галлена
- Университет Боккони
- Школа бизнеса ESADE
- Венский университет экономики и бизнеса
- Высшая школа бизнеса COPPEAD Федерального университета Рио-де-Жанейро
- Тринити колледж
- Бизнес-школа Китайского народного университета
- Стокгольмская школа экономики

## Попечительский совет
Попечительский совет Высшей школы менеджмента СПбГУ был создан в 1993 году. В состав Попечительского совета входят руководители крупнейших российских и международных компаний, представители органов государственной власти и академической среды. Попечители финансируют проекты Бизнес-школы.
Первый международный Попечительский совет факультета менеджмента СПбГУ возглавлял Дж. И. Пеппер, главный управляющий компании Procter&Gamble. С 2007 года Попечительский совета Высшей школы менеджмента СПбГУ возглавляет С. Б. Иванов, Специальный представитель Президента по вопросам природоохранной деятельности, экологии и транспорта.

## Библиотека
Библиотека ВШМ СПбГУ обладает широким фондом литературы по менеджменту и смежным наукам. Общее количество единиц хранения превышает 100 тысяч экземпляров, электронная подписка включает 80 тематических и мультидисциплинарных ресурсов от российских и зарубежных производителей. Библиотека обслуживает читателей в режиме абонемента и читального зала. Библиотекой может пользоваться любой читатель, имеющий единый читательский билет Научной библиотеки им. М. Горького СПбГУ и пластиковый читательский билет Библиотеки менеджмента.

## Сообщество выпускников GSOM Family
GSOM Family — деловое сообщество выпускников, преподавателей, партнеров и студентов Высшей школы менеджмента СПбГУ. Цель сообщества — поддержание и укрепление эффективного взаимодействия между всеми членами сообщества, а также вовлечение каждого в проекты развития бизнес-школы.
По состоянию на 2024 год, в сообщество входят более 2000 выпускников основных образовательных программ ВШМ СПбГУ.

### Проекты GSOM Family[35]:
- GSOM Family Day — ежегодная глобальная встреча выпускников, студентов, преподавателей и партнёров ВШМ СПбГУ. Первая встреча прошла 26 сентября 2016 года, последняя — в сентябре 2021 года. Офиц. аккаунт серии мероприятий на сайте Instagram
- Программа менторства TalentUp! — проект взаимодействия между студентами и выпускниками ВШМ СПбГУ, направленный на передачу опыта успешного построения карьеры и личностного развития. Это возможность для студента найти себе ментора из числа выпускников ВШМ для своего личностного и/или профессионального развития. Во время продуктивного взаимодействия в течение 6 месяцев студент сможет получить советы из истории личного карьерного пути своего наставника. Ментор подбирается индивидуально на основе запроса и описания от студента.
- After GSOM: истории выпускников — рубрика, в рамках которой выпускники Бизнес-школы, построившие карьеру в самых разных компаниях, индустриях и странах, делятся своими историями.
- GSOM Ambassadors — проект, направленный на объединение выпускников ВШМ СПбГУ на международном уровне и укрепление сообщества GSOM Family в разных странах.
- #StayHome with GSOM Family — серия прямых эфиров в инстаграм-аккаунтах Школы и сообщества GSOM Family, в которых выпускники ВШМ СПбГУ делятся траекторией своей карьеры, проектами и увлечениями, а также полезными советами в сфере профессиональной жизни и саморазвития.
- «Территория роста» для МВА — проект, в рамках которого слушатели программ MBA/EMBA могут принять участие в закрытых мастер-классах и воркшопах на различные профессиональные темы актуальные для топ-менеджеров.
- Истории успеха — проект, в рамках которого выпускники ВШМ СПбГУ, ставшие успешными предпринимателями, руководителями и консультантами, делятся своими историями успеха.
- Бизнес-проекты выпускников ВШМ СПбГУ — проект, рассказывающий о стартапах и компаниях выпускников в разных сферах.
- Чат GSOM Family — чат в Telegram, который поддерживает идею сотрудничества и нетворкинга всех членов семьи ВШМ СПбГУ. Помощь в поиске работы или сотрудников, экспертизы, информация о мероприятиях ВШМ СПбГУ и многое другое доступно для участников чата[34]. Для вступления в чат, потребуется связаться с отделом по работе с выпускниками.